# Анна Катарина Констанца Васа
Анна Катарина Констанца Васа (на полски: Anna Katarzyna Konstancja Wazówna; на немски: Anna Katharina Constantia von Polen-Litauen; * 7 август 1619, Варшава; † 9 октомври 1651, Кьолн) от династията Васа, е принцеса от Полша-Литва и Швеция и чрез женитба пфалцграфиня и херцогиня на Пфалц-Нойбург, Юлих и Берг.

## Живот
Дъщеря е на краля на Полша-Литва и Швеция, Сигизмунд III Васа (1566 – 1632), и втората му съпруга ерцхерцогиня Констанца Австрийска (1588 – 1631), дъщеря на Карл II, ерцхерцог на Австрия, и съпругата му принцеса Мария Анна Баварска.
Анна Катарина Констанца се омъжва на 9 юни 1642 г. във Варшава за Филип Вилхелм фон Пфалц (1615 – 1690), пфалцграф и херцог на Пфалц-Нойбург, херцог на Юлих и Берг и курфюрст на Пфалц. Анна донася голяма зестра: 243 333 имперски талера, скъпоценности за около 300 000 имперски талери, предмети от злато, сребро, гоблени и персийски килими. Към зестрата са добавени и имоти в Италия (прабабата на Анна е Бона Сфорца, херцогиня на Бари).
Те имат един мъртвороден син (*/† 18 юли 1645, Нойбург на Дунав).  Тя умира през 1651 г. в Кьолн и е погребана в църквата „Св. Андреас“ в Дюселдорф.
Филип Вилхелм се жени втори път през 1653 г. за по-младата принцеса Елизабет Амалия от Хесен-Дармщат (1635 – 1709).
- Анна Катарина,
 1640-те
- Анна Катарина